# Linkes Bielerseeufer

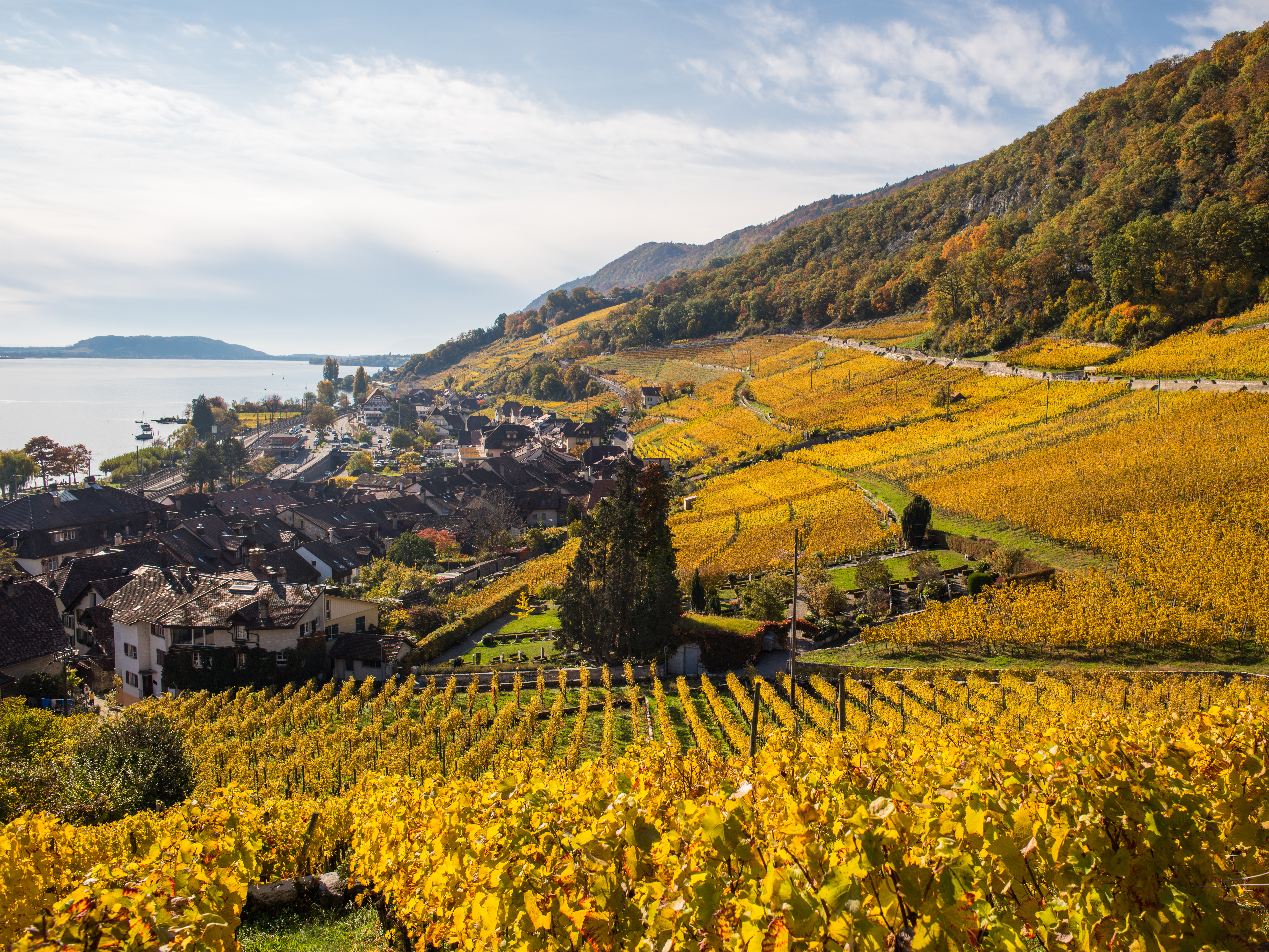
Linkes Bielerseeufer bei Twann

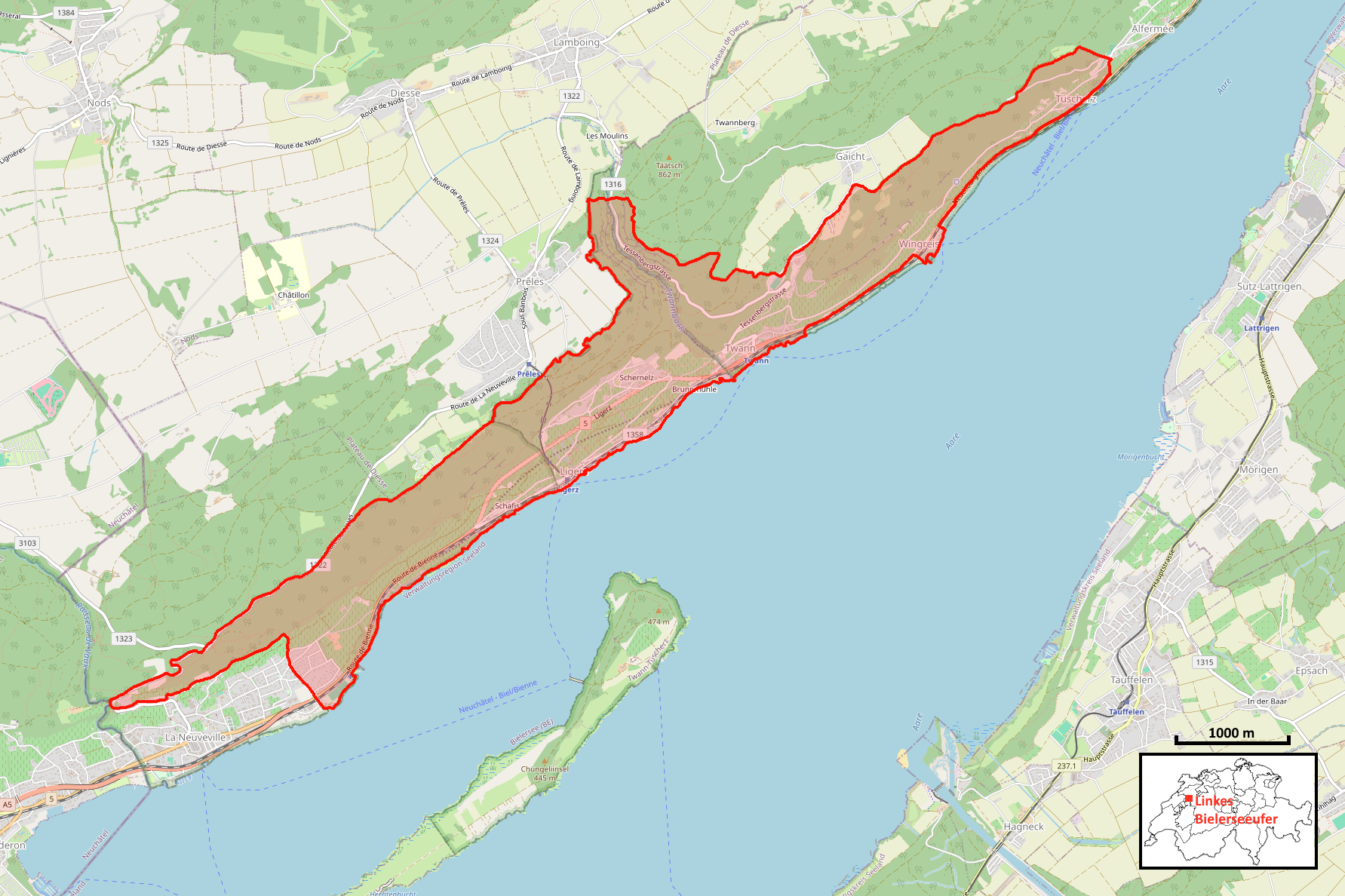
Karte der Landschaft "Linkes Bielerseeufer" im BLN

Mit der Bezeichnung Linkes Bielerseeufer ist eine definierte Landschaft im Schweizer Kanton Bern im Bundesinventar der Landschaften und Naturdenkmäler von nationaler Bedeutung (BLN-Nummer 1001) aufgeführt. Das vom Inventarwerk bezeichnete Gebiet umfasst einen Abschnitt des steilen Jurahangs nordwestlich des Bielersees. Die Gegend am Jurasüdfuss weist neben Flächen mit einer gut erhaltenen Naturlandschaft verschiedene Partien einer traditionellen Kulturlandschaft auf. Mehrere Schutzgebiete sind im Bundesinventar der Trockenwiesen und -weiden von nationaler Bedeutung aufgeführt.

## Geografie
Das BLN-Gebiet liegt an der Südflanke der hohen Jurakette (Antiklinale) unterhalb des Hochplateaus des Tessenbergs, das sich rund 400 Meter über die Oberfläche des Bielersees (429 m ü. M.) erhebt. Es umfasst Abschnitte der Gemeindeflächen von La Neuveville und Plateau de Diesse im Verwaltungskreis Berner Jura sowie von Ligerz und Twann-Tüscherz im Verwaltungskreis Biel/Bienne. Das vom BLN festgelegte Areal hat eine Fläche von 707,92 Hektar und erstreckt sich nur über den Kernbereich des linken Ufers des Sees. Nicht zum BLN-Gebiet gehören jene benachbarten Zonen am Bielersee bei La Neuveville und Biel, die der landschaftlichen Charakteristik des Hauptgebiets nicht entsprechen.
Im Westen schliesst das Areal den Burghügel des Schlossbergs bis zum Bach Ruisseau de Vaux an der Grenze zum Kanton Neuenburg ein; im Nordosten liegt der Perimeter zwischen Tüscherz und Alfermée. Südlich des Dorfes Prägelz, das nicht zum BLN-Gebiet gehört, und nordöstlich der Twannbachschlucht liegen die höchsten topografischen Stellen des bezeichneten Areals auf der Höhe von knapp über 800 m ü. M.

Die Twannbachfälle (Balthasar Anton Dunker, 1775)

Der Untergrund des Gebirges besteht aus Schichten von Jurakalk und Kreide, die wegen der Jurafaltung schräg gestellt und an zahlreichen Felswänden im steilen Gelände gut sichtbar sind. Das Gestein weist viele Formen von Karst auf, die teilweise als Höhlen und am Twannbach in einer tiefen Schlucht sichtbar sind. Bei Roggete ist Bergsturzmaterial über den Berghang verstreut, und im Inventargebiet sind an mehreren Stellen Reste von Seitenmoränen des eiszeitlichen Rhonegletschers und einige Gletscherfindlinge zu sehen.
Auf dem schmalen, flachen Uferstreifen befinden sich kleine Ortschaften. Von Südwesten nach Nordosten sind dies die Stadt La Neuveville, deren engerer Siedlungsbereich ausserhalb des BLN-Gebiets liegt, Schafis, Ligerz, Bipschal, Twann, Wingreis, Tüscherz und Alfermée. Oberhalb von Ligerz steht die Pfarrkirche auf einer kleinen Geländeterrasse, und weit darüber liegt die Ortschaft Schernelz. Dem See entlang durchqueren die in den 1970er Jahren ausgebaute Hauptstrasse 5 und die Bahnstrecke Lausanne–Biel/Bienne der Eisenbahn die Ortschaften. Auf einzelnen Abschnitten sind diese Verkehrsträger als Ortsumfahrungen in Tunnels verlegt.
Die bewirtschafteten Bereiche am südexponierten unteren Berghang tragen spätestens seit dem Mittelalter ausgedehnte Rebberge. Deren Anlage mit Trockenmauern bildete einen Hauptgrund für die Auswahl des Gebiets als national bedeutende Kulturlandschaft.

## Flora und Fauna
In der höher gelegenen Zone des Berghangs sind umfangreiche Waldflächen und Bereiche mit Trockenrasen, auch Felsenheide genannt, erhalten geblieben. Die Wälder sind von Eichen, Buchen, Ahornen und Sommerlinden geprägt. In offenen Bereichen kommen Dornbüsche und Orchideen vor, in der Nähe der Ortschaften sind herkömmliche Obstgärten mit Hochstammbäumen vorhanden. Die schattige und feuchte Twannbachschlucht enthält ein Reliktgebiet für Hirschzungen-Ahornwald.
Felswände und Trockenrasen, Rebberge mit den vielen alten Stützmauern und Hochstammbäume bieten zahlreichen Insekten, besonders auch Schmetterlingen und Grillen, sowie Eidechsen einen grossflächigen Lebensraum. In den zerklüfteten Felspartien der Twannbachschlucht leben Fledermausarten.
Bei Twann besteht seit 2006 das kantonale Waldschutzgebiet Schlossflue.

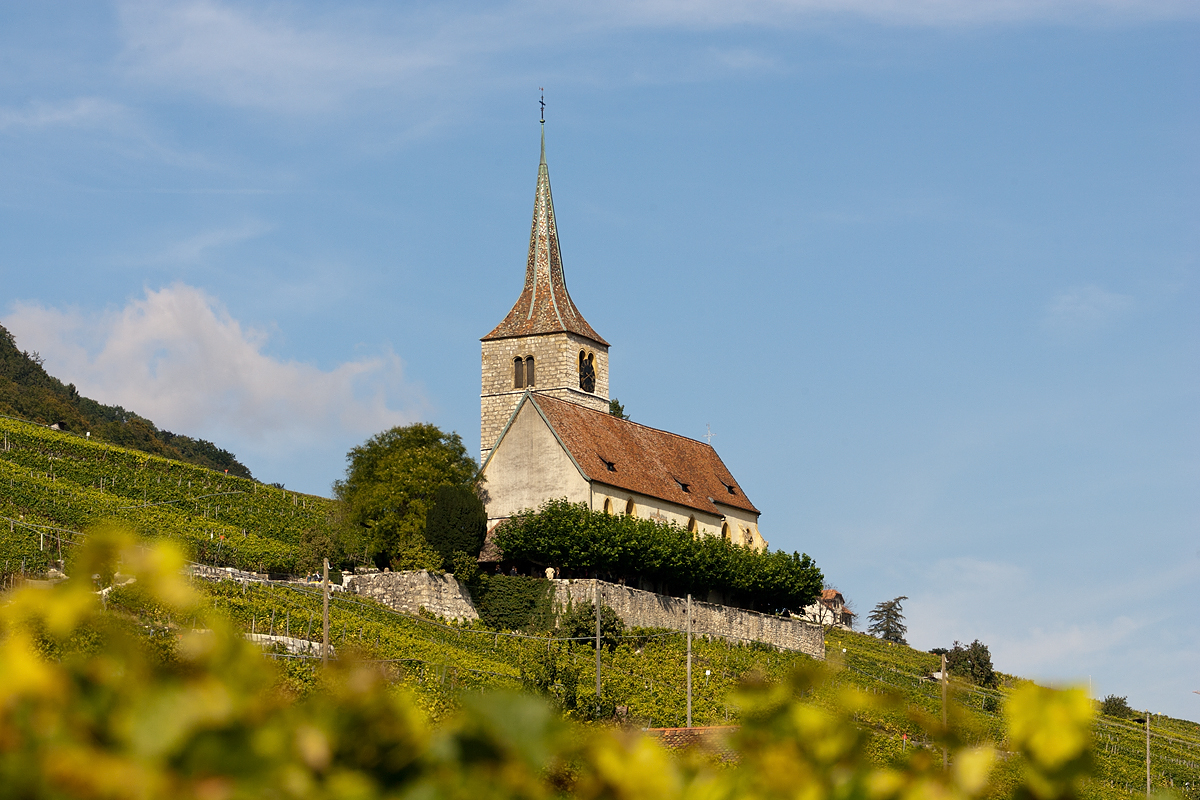
Kirche von Ligerz

## Kulturlandschaft
Einige günstig gelegene Bereiche des Bielerseeufers sind seit der Jungsteinzeit besiedelt. Vor dem Bau der Umfahrungsstrasse von Twann wurde eine international bedeutende Seeufersiedlung archäologisch untersucht. Die im Mittelalter entstandenen Ortschaften weisen teilweise gut erhaltene Gebäudegruppen auf, die im Inventar der schützenswerten Ortsbilder der Schweiz verzeichnet sind. Dazu kommen schützenswerte Einzelgebäude wie der Hof Ligerz, Kirchen, Mühlen und Burgstellen. Von den Dörfern und Weilern mit den alten Hafenanlagen aus erschliessen die historischen Flurwege die Terrassenfluren der Rebberge, deren Geschichte seit dem frühen Mittelalter dokumentiert ist. Etwas oberhalb der Siedlungen zieht sich der Pilgerweg genannte alte Verkehrsweg dem Berghang entlang.
Erst 1838 wurde die Landstrasse nördlich des Bielersees gebaut. 1860 eröffnete die Schweizerische Ostwestbahn die Strecke der Jurasüdfusslinie am linken Bielerseeufer, und 1912 nahm die Ligerz-Tessenberg-Bahn den Betrieb auf. Die Uferlinie des Bielersees veränderte sich bei der ersten Juragewässerkorrektion in der zweiten Hälfte des 19. Jahrhunderts wegen der Absenkung des Seespiegels um etwa zwei Meter; die kleinen Bootshäfen wurden danach mit traditionellem Baumaterial neu gestaltet. Seit dem Ausbau der Nationalstrasse 5 ist der Uferbereich an vielen Stellen von massiven Betonbauwerken geprägt.
Die Landschaft im Nordwesten des Bielersees liegt an der Sprachgrenze zwischen der Deutschschweiz und der französischsprachigen Romandie. Deshalb berühren sich in diesem Gebiet die schweizerdeutsche und die romanische Sprachtradition, was sich besonders auch in den zweisprachigen Orts- und Flurnamen zeigt. Im Kanton Neuenburg und den angrenzenden Gebieten war die seit dem Mittelalter gebräuchliche Umgangssprache das Frankoprovenzalische, das seit dem 19. Jahrhundert vom modernen Französisch abgelöst wurde.

## Schutzziele
Gemäss dem Zweck des Bundesinventars der Landschaften und Naturdenkmäler von nationaler Bedeutung sind für das BLN-Gebiet 1001 mehrere Schutzziele definiert worden:
- Erhaltung der Rebbaulandschaft mit ihren Trockenmauern
- Erhaltung der Kontaktzone zwischen Naturräumen und Kulturlandschaft
- Erhaltung der geologischen Aufschlüsse
- Pflege der Waldgesellschaften und Trockenstandorte
- Erhaltung des naturnahen Zustands der Gewässer
- Schutz der Twannbachschlucht und Karstquellen sowie der Dynamik des Twannbaches
- Den Standorten angepasste forst- und landwirtschaftliche Nutzung
- Erhaltung von Strukturelementen wie Gehölzen und Obstgärten
- Pflege der Ortsbilder
- Erhaltung der historischen Verkehrswege